# Cap'Découverte

Logotype de Cap'Découverte.

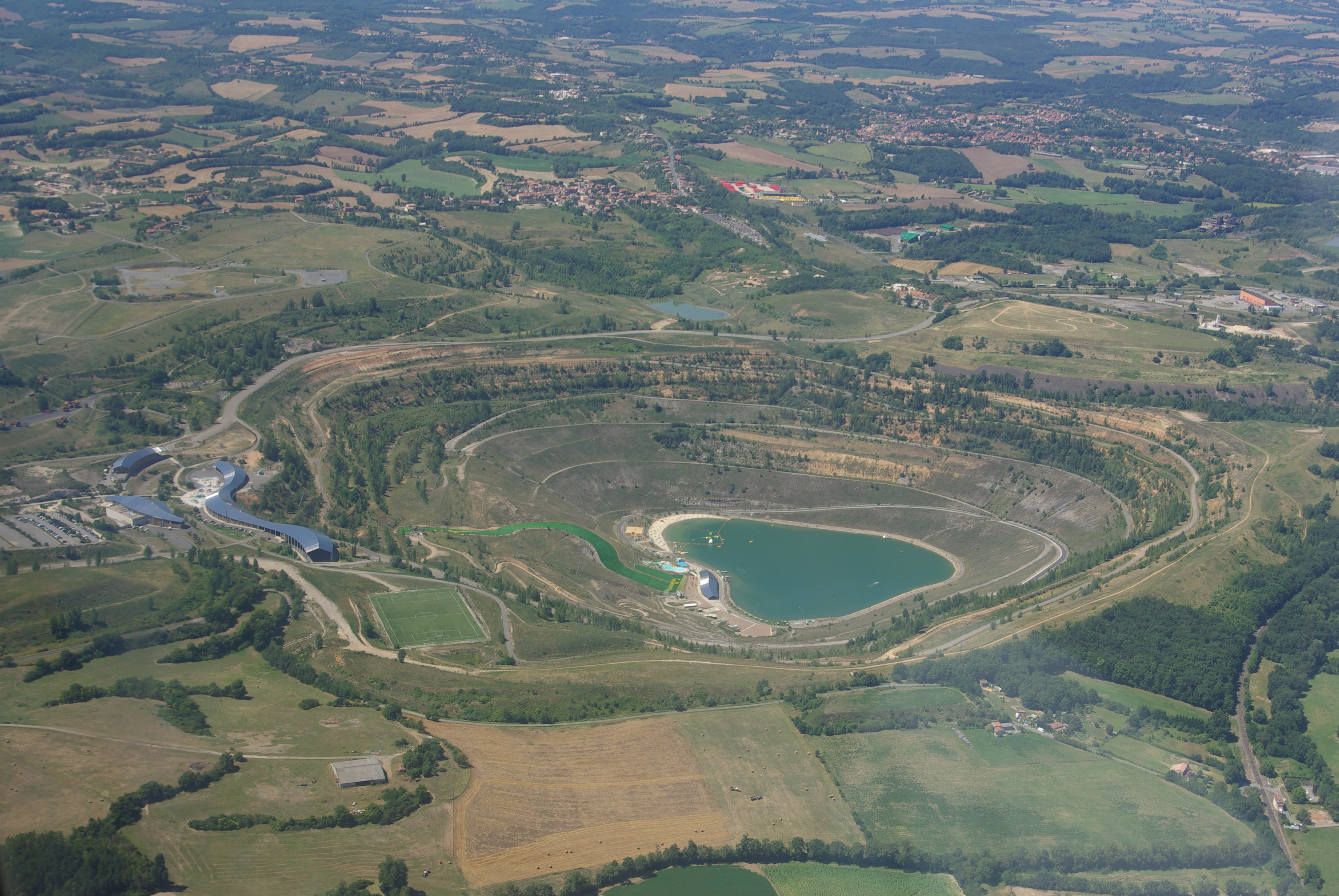
Cap'Découverte Tarn.

Cap'Découverte est le nom donné au pôle multiloisirs aménagé depuis le 25 juin 2003 sur l'ancien site de la mine de charbon à ciel ouvert près de Carmaux.
Il s'agit d'un lieu entièrement consacré aux loisirs, aux séminaires et voyages de groupe.

## Géographie

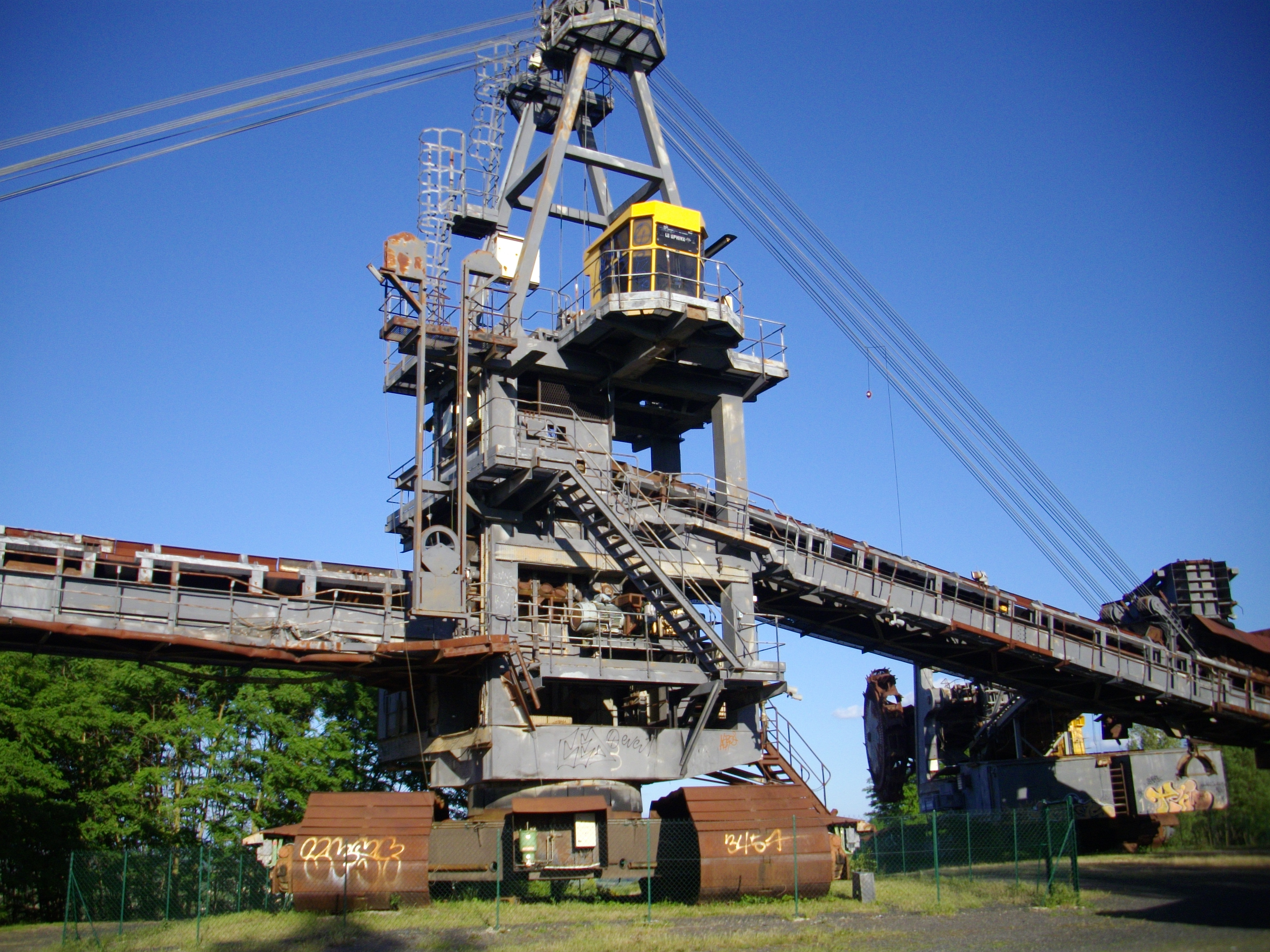
Machine "Titans" de la mine à ciel ouvert.

Situé en France dans le département du Tarn en région Occitanie, sur les communes de Blaye-les-Mines, Cagnac-les-Mines, Le Garric et Taïx, le cratère de la Découverte, l'ancienne mine de charbon à ciel ouvert, forme un amphithéâtre de 1302 m de diamètre et de 229 m de profondeur.

## Histoire
Lors de la fermeture en juin 1997 de la dernière mine de charbon du Carmausin (exploitation à ciel ouvert après l'arrêt de l'activité du puits de La Tronquié intervenu en 1987), décidée par les Charbonnages de France, les élus locaux cherchent une solution pour redynamiser le site et maintenir une activité économique dans un secteur durement affecté.
Après un appel d'offres, les élus du S.I.D. (Syndicat Intercommunal de la Découverte créé en 1997, comprenant les communes de Blaye-les-Mines, Cagnac-les-Mines, Carmaux, Le Garric, Saint-Benoît-de-Carmaux et Taïx) sous la présidence de Paul Quilès, ancien ministre, député P.S. du Tarn de 1993 à 2007, choisissent de transformer le site de la mine à ciel ouvert en base et parc de loisirs. L'investissement se monte à 66 millions d'euros. Les prévisions initiales de fréquentation portaient sur 660 000 entrées payantes, pour induire la création de 250 emplois directs et 1 000 emplois indirects.
Afin de contribuer à sa promotion, la première étape contre-la-montre du Tour de France 2003 y fait son arrivée, le 18 juillet 2003.
Mais la fréquentation du site (environ 20 000 visiteurs annuelssans jamais dépasser 65 000) n'atteindra pas les résultats annoncés et les pertes financières deviennent considérables ; elles suscitent de vives réactions au sein du Conseil général du Tarn, notamment  au cours de la séance du 14 juin 2005.
Après la publication du rapport d'observations définitives de la Chambre régionale des comptes de Midi-Pyrénées, en date du 15 mars 2006 (auquel sont annexées les lettres de Paul Quilès et de Didier Somen, respectivement ancien et nouveau présidents du S.i.d.  ), sur la gestion du syndicat intercommunal de la découverte, le syndicat mixte pour l'aménagement de la Découverte (SMAD) décide en mai 2007 de confier l'animation du parc au groupe Vert Marine Ikarie.
En novembre 2009, à cause notamment d'une défaillance de la maintenance du matériel, le lac situé en bas de la « Découverte » est monté d'un mètre, ce qui a provoqué l'inondation des bâtiments, systèmes électriques, du restaurant, du téléski nautique, de la plage, de la piscine et de la motrice du télésiège. Les activités sportives et ludiques peuvent néanmoins se poursuivre dès le printemps suivant.
Le 12 février 2013, la Chambre régionale des comptes de Midi-Pyrénées présente un nouveau rapport soulignant « un lourd déficit chronique » et appelant à « une réduction des activités commerciales ».
Pour la saison 2013, le site a été ouvert au public du 2 mars au 3 novembre (150 jours au lieu de 120 l'année précédente) et a proposé de nouvelles activités. Sa fréquentation a été de 93 000 visiteurs, soit une baisse de 7 % pour une ouverture plus importante de 25%.
Depuis la fin de l'année 2017, la gestion du site est assurée directement par le syndicat mixte.
En 2025, il est annoncé que la plage du lac et les activités nautiques ne seront plus accessibles à partir de la saison 2026. En effet, pour des raisons budgétaires, le syndicat mixte a décidé de mettre à l'arrêt le système de pompage qui permet de maintenir artificiellement bas le niveau d'eau du lac. Sans pompage, celui-ci devrait monter de 80 mètres lors des 12 à 15 prochaines années et submerger la partie inférieure du site, tout en transformant le lac en réservoir d'eau. Cet arrêt permettra d'économiser plusieurs centaines de milliers d'euros chaque année. Le télésiège ainsi que divers équipements seront démontés à l'issue de la saison 2025. Un projet de centrale photovoltaïque est également à l'étude sur le site.

## Activités sportives
- Alpine coaster (luge sur rail)
- Skate park BMX, skate, roller (INDOOR : (1 000 m2) et OUTDOOR (1 700 m2) avec bowls, méga rampe, half pipe, aire de street…)
- Jardin d'enfants mini karting, Trampoline, Jeux Gonflables
- Terrains de sports sur sable Beach Volley, Beach soccer, Sandball
- Baignade surveillée, Plage, Jeux d'eau, Paddle, Piscine, Mini pédalo, Pantaglisse,
- VTT
- Vélo et Roller sur les pistes du parc
- Paintball
- Parcours aventure
- Dévalkart
- Minigolf

En 2022, Cap' Découverte a accueilli Zomb'in The Dark, une course d'orientation en territoire zombie.

## Autres activités
- Musée de la Mine de Cagnac-les-Mines
- Parc des Titans
- La Maison de la Musique propose tout au long de l'année une programmation consacrée à la création, la médiation artistique et à la diffusion du spectacle vivant.

## Identité visuelle

Ancien logo.
Nouveau logo.